# Бен Хоган
Бен Хоган (англ. Ben Hogan 13 серпня 1912 — 25 липня 1997) — американський професійний гравець в гольф, що вважається одним з найбільш знаних гольфістів в історії . Ровесник двом іншим найбільшим гравцям в гольф XX століття: Сему СНІДу та Байрону Нельсону — Хоган відомий значним впливом, який він надав на теорію свінгу, і легендарним умінням завдавати сильних ударів по м'ячу. Дев'ять перемог в найбільших змаганнях з гольфу ставлять його на одну сходинку за цим показником з Гері Плеєром і на четверте місце в загальному заліку, де попереду виявляються тільки Джек Ніклаус (18 перемог), Тайгер Вудс (14 перемог) і Уолтер Хейген (11 перемог) . Він також один з п'яти гравців, яким підкорилися всі чотири найбільших професійних турніру: " Мастерс ", британський Відкритий чемпіонат, Відкритий чемпіонат США з гольфу і Чемпіонат PGA — разом з Никлаусом, Вудсом, Плеєром і Джином Саразеном .

## Ранні роки
Вільям Бен Хоган народився в Стівенвіллі, штат Техас. Він був третьою і наймолодшою дитиною в сім'ї Честера Хогана і Клари Хоган (уродженої Вільямс). Батько Бена був ковалем. До 1921 року сім'я Хогану проживала в 16 км на південний захід від Дубліна, штат Техас, поки не переїхала на північ-овосток в Форт-Уорт . У 1922 році, коли Хогану було дев'ять років, його батько зробив самогубство, вистріливши собі в груди. Деякі джерела стверджують, що Бен був свідком цього, що вплинуло на його психіку і виразилося в интровертности характеру .
Смерть батька привела до того, що сім'я стала відчувати фінансові труднощі, і діти змушені були працювати, щоб допомагати кравчині -матері зводити кінці з кінцями. Старший син Ройал кинув школу в 14 років і почав розвозити на велосипеді офісне приладдя. Дев'ятирічний Бен продавав після уроків в школі газети на прилеглій залізничної станції. У 11 років він за порадою друга влаштувався кедді в Glen Garden Country Club, який мав поле для гольфу з дев'яти лунок в 11 км на південь від місця проживання Бена. Одним з кедді в тому ж клубі був Байрон Нельсон, що став згодом противником Хогана в професійних чемпіонатах. У 15 років вони обидва брали участь в грудневих змаганнях кедді 1927 року і, після того як Нельсон втопив м'яч на останній лунці, закінчили поле з рівним результатом. Замість гри до першої поразки на лунці, Нельсон і Хоган знову пройшли всі дев'ять лунок, і на цей раз Нельсон, знову втопивши м'яч на останній лунці, проте був попереду на один удар. Наступної весни Нельсон отримав єдине надане місце молодшого члена клубу. Хоган, якому за правилами клубу не дозволялося бути кедді після 16 років, у серпня 1928 року стало грати на полях зі щоденною оплатою — Katy Lake, Worth Hills і Z-Boaz.

## Кар'єра
В останньому семестрі заключного року навчання Бен Хоган пішов з Central High School (RL Paschal High School), щоб стати професійним гравцем і виступити на Відкритому чемпіонаті Техасу в Сан-Антоніо. Змагання проходили в січні 1930 року, більш ніж за півроку до 18-річчя Хогана. У 1932 році він знайшов низькооплачувану роботу в Кліберн, штат Техас.
Перші роки професійним гравцем були вкрай складними для Хогана, і він неодноразово залишався без грошей. До березня 1940 він не виграв жодного турніру, але потім переміг в трьох поспіль змаганнях в Північній Кароліні.
Незважаючи на 13 місце за заробленими за 1938 році грошей, Хоган був змушений погодитися на роботу асистента і влаштувався в Century Country Club в Пурчейзе, штат Нью-Йорк. Потім в 1941 році він отримав посаду провідного гравця в Hershey Country Club в Херші, штат Пенсильваніяя.
З 1938 по 1959 роки Хоган виграв 63 професійних турніру незважаючи на паузи, викликані службою в армії і автомобільною аварією.

## Друга світова війна
Під час Другої світової війни Бен Хоган був покликаний на службу в березні 1943 року. Він служив в званні лейтенанта в Форт-Уорт, штат Техас до червня 1945 року.

## Зіткнення з автобусом
2 лютого 1949 року Хоган з дружиною в сильному тумані неподалік від Ван-Хорна, штат Техас, зіткнулися на мосту з автобусом. Хоган закрив дружину, яка сиділа на пасажирському сидінні, від удару, і тим врятував власне життя: рульова колонка пропоров крісло водія.
Хоган, якому було 36 років, отримав подвійний перелом таза, переломи ключиці та лівої щиколотки, пошкодження ребра і небезпечні для життя тромби, наслідки яких позначалися на кровообігу все життя. Доктора побоювалися, що він може назавжди втратити здатність ходити і брати участь в змаганнях з гольфу. Хоган був виписаний з лікарні 1 квітня, через 59 днів після аварії.
Відновивши форму завдяки довгим прогулянкам, Хоган повернувся в професійний гольф в листопаді 1949 року. Першими змаганнями в рамка PGA Tour сезону 1950 року для нього став Los Angeles Open . Основний турнір з 72 лунок він закінчив нарівні з Семом СНІДу, але програв тому в плей-офф на 18 лунок.

## Хоган в ударі
Перемогою в Карнусті Хоган почав свій переможний сезон 1953 року. Він виграв п'ять з шести турнірів, в яких брав участь, в тому числі три «мейджори»: Мастерс (гольф), Відкритий чемпіонат США і Відкритий чемпіонат Великої Британії.
До сих пір ця серія перемог залишається однією з найвидатніших в історії професійного гольфу. Сорокарічний Хоган не міг брати участь — і, можливо, перемогти — в Чемпіонаті PGA і таким чином виграти " Великий шолом ", оскільки терміни проведення турніру: 1-7 липня — перетиналися зі строками Відкритого чемпіонату Великої Британії: 6 — 10 липня. Бен Хоган став першим гольфістом, якому вдалося перемогти в трьох найбільших турнірах за один сезон. Це досягнення зміг повторити тільки Тайгер Вудс у 2000 році, який виграв три останніх головних турніру, а потім переміг в першому наступного сезону.
Хоган часто відмовлявся брати участь в чемпіонаті PGA, пропускаючи все більше по мірі розвитку кар'єри. Для цього було дві причини: по-перше, до 1958 року Чемпіонат PGA грався в форматі індивідуальних матчів, а Хоган умів знаходити довготривалу стратегію на цілий раунд; по-друге, в Чемпіонаті PGA необхідно кілька днів проходити по 36 лунок, а після аварії 1949 року Хоган зазнавав труднощів, якщо доводилося грати більше 18 лунок в день.

## Свінг Хогана
Широку популярність Бен Хоган отримав як майстер свінгу — сильного удару по м'ячу. Маючи порівняно невисока кількість перемог в турнірах, він заслуговує свою сучасну репутацію саме завдяки цьому навику.
Хоган відомий тим, що приділяв тренуванням більше часу, ніж будь-який з його сучасників. Іноді кажуть, що саме він і винайшов тренування. У відповідь на це Хоган говорив: "Ви чули, що тренуючись до упаду, але. . . Мені це подобається. Я не можу дочекатися ранку, коли знову вдарю по м'ячу. Коли удар досягає мети, твердо і рішуче, це задоволення, яке доступне лише небагатьом " . Хоган також став першим гравцем, який співвідніс вибір ключки з відстанню, на яке летить м'яч і місцем його падіння, щоб отримати кращий контроль удару.
Хоган вважав, що свінг у кожного гравця «брудний», і зробити його майстерним можна тільки великою кількістю тренувань. Він також багато років розмірковував над різними ідеями та методологіями свінгу, щоб врешті-решт представити оформившуюся теорію, яка призвела до найбільш успішному періоду в кар'єрі.
В молодості Хоган постійно страждав від хука — помилкового удару, коли м'яч летить, сильно зміщуючись в бік. Хоча його статура не було видатним: всього 1 м 74 см і 67 кг, за що його прозвали «Bantam» за назвою карликової породи курей — він умів першим ударом відправити м'яч далеко вперед і навіть брав участь в змаганнях на дальність удару.
Вважалося, що до 1949 року Хоган на турнірах використовував «сильний» захоплення, маючи в своєму розпорядженні руки на правій частині рукоятки ключки, хоча практикувався з «слабким» захопленням і лівим зап'ястям, спрямованим в бік цілі, що обмежувало успішність удару . За твердженням Якобса, про цей недолік йому повідомив Байрон Нельсон, який також вказав, що Хоган виробив таке захоплення, щоб бити також далеко, як і більш важкі і високі суперники. Результатом стали хукі з катастрофічними для гри наслідками.
Згодом Хоган знайшов свій власний удар, направляючи м'яч нижче, ніж зазвичай і з невеликим зсувом зліва направо. Така траєкторія стала результатом використання свінгу типу дро в поєднанні з «слабким» захопленням. Така техніка практично виключила шанс зробити хук.
На тренуваннях і турнірах Хоган грав без рукавичок. Те ж саме робив і Мо Норман, який разом з Хоганом визнається одним з найбільших майстрів сильного удару. Навіть Тайгер Вудс говорив, що хотів би мати свінгом цих гольфістів, оскільки вони домоглися повного контролю над м'ячем .
У травні 1967 року Том Майкл, редактор книги Кері Мідлкоффа The Golf Swing спостерігав за іграми турніру Colonial National Invitational в Форт-Уорт. 54-річний Хоган закінчив його на третьому місці, зробивши 281 удар. З них Майкл нарахував 141 свінг, оцінивши 139 з них від «хороший» до «чудовий». З двох, що залишилися один промахнувся мимо фервея на 5 ярдів, а другий не долетів до гріну приблизно на тій самій відстані. Важко було назвати іншого гравця, якщо взагалі можливо, показав такий результат за чотири дні турніру .

## «Five Lessons» і підручники гольфу

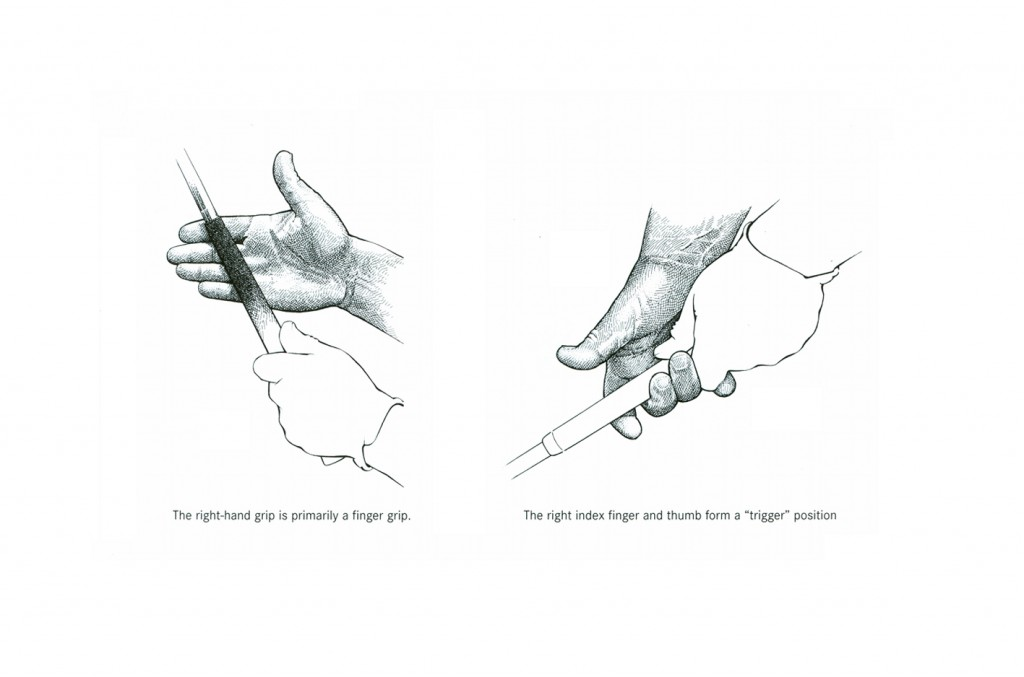
Досконалий захоплення з точки зору Бена Хогана

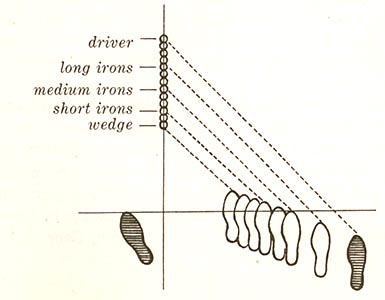
Вибір стійки і пози в залежності від ключки

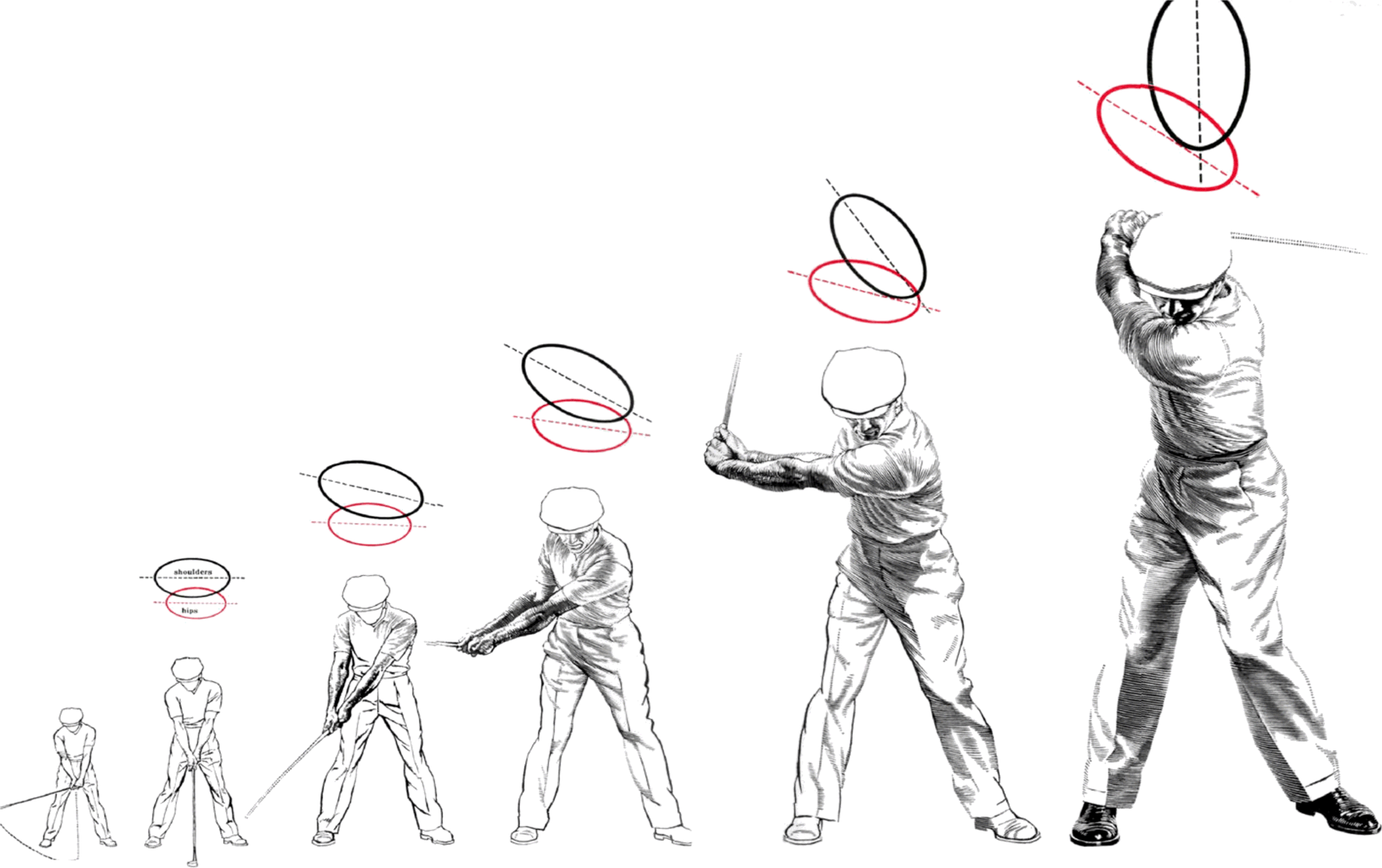
Порівняння кута стегон і плечей

Бен Хоган дотримувався думки, що хороший, поставлений свінг вимагає лише кілька елементів, правильно і вчасно виконаних. Його книга Five Lessons: The Modern Fundamentals of Golf («П'ять уроків: Сучасні основи гольфу»), ймовірно, є самим читаним посібником з гольфу, конкуруючи за це звання тільки з книгою Харві Пеник Little Red Book. Принципи, в ній викладені, часто повторюють сучасні гуру гольфу. У «П'яти уроках» Хоган ділить свінг на чотири частини: основи, захоплення, стійка і поза, удар.

### основи
Хоган стверджує, що середній гольфіст себе недооцінює. Він бачить, що початківці гравці занадто багато уваги приділяють довгій грі. Але якщо мати точний, потужний свінг, можна бити за 70 ярдів. І будь-яка середня гольфіст здатний поставити надійний удар за 80 ярдів . За кілька років методом проб і помилок Хоган розробив техніку, яка довела свою ефективність в умовах будь-яких обставин.
Хоган пише: «Хороший гольф починається з гарного захоплення» . Якщо неправильно тримати ключку, гравець не зможе розкрити свій потенціал. Захоплення важливий, оскільки єдиний фізичний контакт з м'ячем здійснюється через ключку. Поганий захоплення може призвести до сповзання руки зниження швидкості головки ключки. В результаті будуть втрачені міць і точність удару. Перекривається розташування рук є кращою технікою, оскільки змушує руки діяти в єдності

### Стійка і поза
Правильна стійка дозволяє не тільки задати потрібний напрямок, але і забезпечує збалансований свінг, готує потрібні м'язи і дає максимальну потужність і контроль над м'ячем. Тіло повинно розташовуватися щодо м'яча тільки після того, як щодо нього була розташована головка ключки. Вибудовування стійки починається від ступень, потім йдуть коліна, стегна і плечі. Чим довше ключка, тим ширше треба ставити ноги, забезпечуючи стійкість .

### удар
відведення ключки
Хоган рекомендує попередньо імітувати удар, оскільки це допомагає розслабити м'язи, а рукам запам'ятати рух в першій частині замаху. Замах повинен бути крутіше, ніж рух вниз, а в найвищій точці замаху спина повинна дивитися в бік цілі .
рух вниз
У другій частині удару, рух вниз, Хоган віддає перевагу в русі стегон, які першими починають повертатися. Він порівнює гольфіста з бейсболістом, знаходячи спільну техніку виконання удару по м'ячу і кидка. Руки рухаються зсередини назовні. Головка ключки досягає максимальної швидкості не в момент торкання м'яча, а відразу після, коли обидві руки повністю випрямляються .
Перше видання «П'яти уроків» вийшло по частинах в п'яти випусках журналу Sports Illustrated починаючи з 11 березня 1957 року . В кінці року підручник з'явився у вигляді окремої книги, а на цей момент він перевиданий 64 рази і до сих пір залишається одним з найбільш продаваних посібників з гольфу. Співавтором підручника виступив Герберт Уоррен Вінд, ілюстрації виконав Ентоні Равіеллі.

## Особисте життя
В середині 1920-х років Бен Хоган зустрів в недільній школі Форт-Уорт Велері Фокс. Після декількох років, в 1932 році вони зустрілися знову, коли Хоган знайшов роботу в Кліберн, де жила сім'я Фокс. У квітні 1935 року пара одружилася в домі батька Велері.
Протягом всієї спортивної кар'єри дружина Хогана підтримувала його своєю вірою в успіх і здатність впоратися з хукамі, котрі переслідували Хогана на початку кар'єри.
Бен Хоган помер 25 липня 1997 року в Форт-Уорт, штат Техас, і був похований в Greenwood Memorial Park. Велері Хоган пережила чоловіка на два роки.

## Ben Hogan Golf Company
Після найуспішнішого сезону в кар'єрі, восени 1953, Бен Хоган відкрив компанію з виробництва ключок для гольфу. Вона розташувалася в Форт-Уорт. Перші партії ключок з'явилися в продажу влітку 1954 року. Їх цільовими споживачами були гравці рівнем вище середнього. Будучи перфекціоністом Хоган наказав знищити всю першу партію ключок, вважаючи їх такими, що не його уявленням про якість.
У 1960 році фірма була продана великої компанії American Machine and Foundry, однак Хоган зберіг пост голови ради директорів на кілька наступних років. Ключки AMF Ben Hogan продавалися з 1960 по 1985 роки, поки компанію не купив Minstar, щоб потім в 1988 році продати Cosmo World. Новий власник тримав компанію до 1992 року, а потім продав незалежного інвестору Біллу Гудвину.
Гудвін перевів компанію з Форт-Уорт в Віргінію, щоб консолідувати всі операції AMF. У 1997 році Гудвін продав компанію Spalding, а продажу залишків продукції завершив в 1998. Spalding повернула виробництво в Форт-Уорт, але врешті-решт виставила на продаж в рамках прооцедури банкрутства відділення Topflite. Компанію придбала Callaway в 2004 році. В даний час Callaway належать права на бренд «Ben Hogan». У 2008 році після 50 років існування лінія продукції «Ben Hogan» була знята з виробництва.

## Досягнення
- Бен Хоган двічі грав за команду США в Кубку Райдера: в 1947 і 1951 роках. Тричі: в 1947, 1949 і 1967 він був капітаном, в останній рік сказавши, що стала знаменитою фразу, що він привіз на змагання «дванадцять найкращих гольфістів світу». (Ця ж фраза була повторена Реймондом Флойдом в 1989 році.)
- Бен Хоган вигравав Приз Вардона за найнижче середнє число ударів за сезон тричі: в 1940, 1941 і 1948 роках. У 1953 році Хоган отримав Пояс Хикока як кращий професійний спортсмен Сполучених Штатів.
- Премія Бена Хогана щорічно вручається Американською асоціацією письменників про гольф спортсмену, який продовжує виступи незважаючи на фізичні обмеження або серйозне захворювання. Першим володарем премії став Бейб Закариас .
- Бен Хоган включений в Зал слави світового гольфу в 1974 році.
- У 1976 році Бен Хоган став володарем Премії Боба Джонса, вищої нагороди Американської асоціації гольфу, в визнання спортивних досягнень в гольфі.
- Спеціальний зал, присвячений кар'єрі Бена Хогана, його повернення в спорт після аварії і досягнень відкритий в Музеї гольфу в Фар-Хіллс, штат Нью-Джерсі .
- У 1999 році Бен Хоган зайняв 38 рядок у списку ESPN 's SportsCentury 50 Greatest Athletes of the 20th Century.
- У 2000 році Бен Хоган названий другим найбільшим гравцем всіх часів журналом Golf Digest . Перше місце зайняв Джек Ніклаус, а третє Сем СНІДу[9] .
- У 2009 році Бен Хоган зайняв четверту сходинку в списку найбільших гравців, складеному журналом Golf Magazine . Першим знову був Джек Ніклаус, друге місце зайняв Тайгер Вудс, а на третє потрапив Боббі Джонс[10] .
- Бен Хоган брав участь в будівництві першого поля Trophy Club Country Club Golfcourse в Трофі-Клаб, штат Техас. 9 з 18 лунок поля названі в честь нього.

### Спортивні досягнення
| турнір                  | перемог | 2 місце | 3 місце | Топ-5 | Топ-10 | Топ-25 | всього | У заліку |
| ----------------------- | ------- | ------- | ------- | ----- | ------ | ------ | ------ | -------- |
| Мастерс                 | 2       | 4       | 0       | 9     | 17     | 21     | 25     | 24       |
| Відкритий чемпіонат США | 4       | 2       | 2       | 10    | 15     | 17     | 22     | 19       |
| відкритий чемпіонат     | 1       | 0       | 0       | 1     | 1      | 1      | 1      | 1        |
| Чемпіонат PGA           | 2       | 0       | 0       | 5     | 7      | 8      | 10     | 9        |
| всього                  | 9       | 6       | 2       | 25    | 40     | 47     | 58     | 53       |

- Безперервна серія в заліку — 35 (Мастерс 1939 року — Відкритий чемпіонат США 1956 роки)
- Безперервна серія в Топ-10 — 18 (Мастерс 1948 року — Відкритий чемпіонат США 1956 роки)